# A Wild Hare
A Wild Hare é um curta-metragem animado de 1940, dirigido por Tex Avery. O filme apresenta Hortelino e Pernalonga, este último fazendo o que é considerado sua primeira aparição oficial.

## Elenco
- Mel Blanc...Pernalonga / Gambá (voz)
- Arthur Q. Bryan ... Hortelino (voz)

## Prêmios e indicações
O filme foi indicado ao Oscar de melhor curta-metragem de animação.[carece de fontes?]